# Royce Pierreson
Royce Pierreson est un acteur anglais, né le 1er avril 1989 à Saltash en Angleterre.

## Biographie

### Jeunesse et formation
Royce Pierreson naît et grandit à Saltash au sud-est des Cornouailles, en Angleterre,.
Il assiste aux cours de théâtre pendant trois ans à la City College Plymouth. En 2011, il est diplômé à la Royal Welsh College of Music & Drama,.

### Carrière

#### Télévision et cinéma
En 2014, Royce Pierreson apparaît dans le téléfilm Murdered by My Boyfriend de Paul Andrew Williams, diffusé sur la chaîne BBC Three. Il y joue le rôle de Reece, le petit-ami violent d'Ashley Jones (Georgina Campbell), victime de violence familiale.
En 2016, il joue le rôle de Jamie Cole dans la série télévisée Molly, une femme au combat (Our Girl) sur la chaîne BBC One.
En 2017, il devient l'officier AC-12 Jamie Desford dans la quatrième saison de la série Line of Duty.
En octobre 2018, on annonce qu' en même temps que Joey Batey, Lars Mikkelsen, Maciej Musiał et Anna Shaffer, il est engagé pour interpréter un rôle dans The Witcher.
En décembre 2019, on révèle qu'il incarne le docteur Watson aux côtés de Henry Lloyd-Hughes en Sherlock Holmes dans Les Irréguliers de Baker Street (The Irregulars, 2021), d'après le canon holmésien signé Arthur Conan Doyle, représentant la bande de gamins qui travaille pour le docteur Watson afin de protéger Londres contre les éléments surnaturels,.

#### Théâtre
En plus d'interpréter au cinéma et à la télévision, il obtient des rôles dans plusieurs pièces de théâtre telles que Scarberia au théâtre Royal de York (2012), Blair's Children au Cockpit Theatre de Marylebone (2013) et Three Days in the Country de Patrick Marber au Lyttelton Theatre à Londres (2015).

## Filmographie

### Longs métrages
- 2013 : Love Me Till Monday de Justin Hardy : HIM
- 2013 : Thor : Le Monde des ténèbres (Thor: The Dark World) d'Alan Taylor : l'étudiant
- 2015 : Survivor de James McTeigue : l'homme au télémètre
- 2015 : A Spell on You de Justin Hardy
- 2016 : Spectral de Nic Mathieu : le sergent Lilo Diaz
- 2019 : Judy de Rupert Goold : Burt Rhodes

### Courts métrages
- 2013 : Be Gentle de Jamie Annett : Sal
- 2017 : Body Slam de Johnny Kenton : Brian
- 2018 : Corpucia de Drew V Marke : Reece

### Téléfilms
- 2011 : London's Burning de Justin Hardy : Alex
- 2014 : Murdered by My Boyfriend de Paul Andrew Williams : Reece

### Séries télévisées
- 2012 : Stella : Lee
- 2012 : Holby City : Spike Leonard
- 2012 : Inspecteur Lewis (Lewis) : Oliver Bowcock
- 2013 : Inspecteur Barnaby (Midsomer Murders) : Finn Robson
- 2013 : Dates : Richard
- 2013 : Misfits : Rob
- 2014 : Edge of Heaven : Craig
- 2015 : Meurtres au paradis (Death in Paradise : Daniel Thomson
- 2016 : The Living and the Dead : Ben
- 2016 : Molly, une femme au combat (Our Girl) : Ben
- 2017 : Line of Duty : Jamie Desford
- 2018 : Wanderlust : Jason Hales
- 2019 : The Witcher : Istredd
- 2021 : Les Irréguliers de Baker Street (The Irregulars) : le docteur Watson
- 2022 : The Lazarus project saison 2 : Bryson
- 2025 : Sandman saison 2 : Obéron, roi des Elfes

### Jeux vidéo
- 2016 : Hitman (voix)
- 2017 : Mass Effect: Andromeda (voix)
- 2017 : Need for Speed Payback (voix)
- 2018 : Hitman 2 (voix)

## Théâtre
- 2012 : Scarberia au Théâtre Royal de York
- 2013 : Blair's Children au Cockpit Theatre
- 2015 : Three Days in the Country au Lyttelton Theatre
- 2017 : Julius Caesar au Crucible Theatre